# Hyporhagus valdepunctatus
Hyporhagus valdepunctatus är en skalbaggsart som beskrevs av Thomson 1860. Hyporhagus valdepunctatus ingår i släktet Hyporhagus och familjen barkbaggar. Inga underarter finns listade i Catalogue of Life.